# Haplotrematidae
Haplotrematidae H.B. Baker, 1925 è una famiglia di molluschi gasteropodi polmonati dell'ordine Stylommatophora. È l'unica famiglia della superfamiglia Haplotrematoidea.

## Descrizione
La radula di questi molluschi è dotata di cuspidi notevolmente allungate, caratteristica legata alle loro abitudini predatorie, dalla quale deriva il loro nome comune in lingua inglese che è lancetooth snails, ovvero chiocciole dai denti a lancia.

## Biologia
Sono voraci carnivori che si nutrono in prevalenza di altri molluschi terrestri.

## Distribuzione e habitat
La famiglia ha un areale neartico che si estende dall'Alaska sino al Messico settentrionale, con la maggiore biodiversità concentrata negli Stati Uniti.

## Tassonomia
La famiglia comprende 6 generi in due sottofamigle:
- Sottofamiglia Austroselenitinae H. B. Baker, 1941
  - Austroselenites Kobelt, 1905
  - Zophos Gude, 1911

- Sottofamiglia Haplotrematinae H. B. Baker, 1925
  - Ancomena H. B. Baker, 1931
  - Ancotrema H. B. Baker, 1931
  - Greggiella H. B. Baker, 1941
  - Haplotrema Ancey, 1881